# دایکام

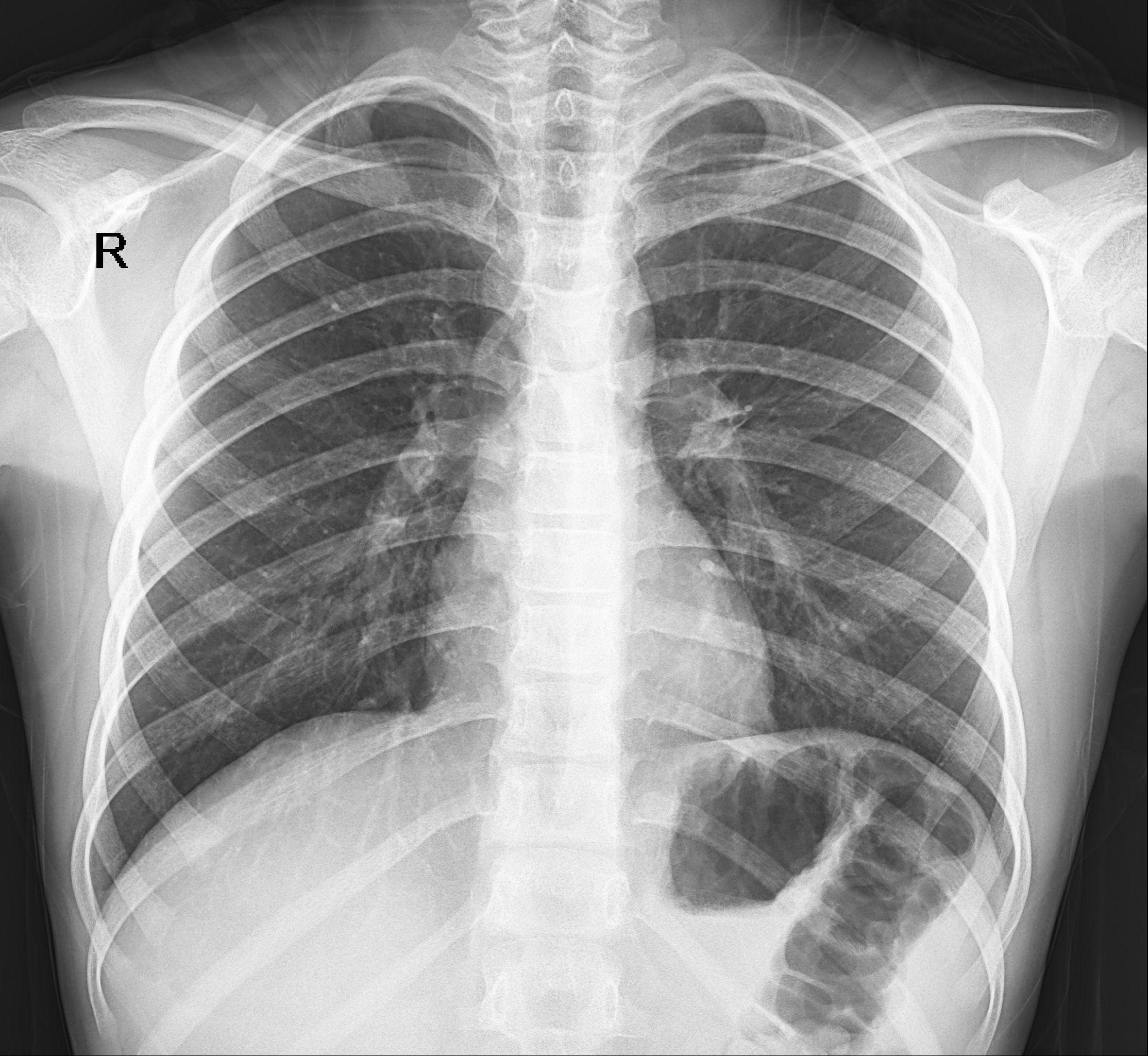
عکس با فرمت دایکام پس از Convert به jpg

دایکام (به انگلیسی: Digital Imaging and Communications in Medicine، DICOM) یک استاندارد بین المللی برای تصاویر پزشکی و داده‎ های مرتبط با آنها و همچنین مدیریت و تبادل آنها در بستر شبکه می‌باشد. این استاندارد نوعی فرمت فایل تصویری را ارائه می کند که به عنوان فرمت یکتای تصویربرداری پزشکی پذیرفته شده و مورد استفاده می باشد.
دایکام مخفف واژه Digital Imaging and Communications in Medicine است و ابداع انجمن ملی تولیدکنندگان برقی می‌باشد. تصاویر با فرمت دایکام حاوی اطلاعاتی درباره بیمار، مرکز تصویربرداری، دستگاه تصویربرداری، پرسنل تصویربرداری و... می باشد.
برخلاف دیدگاه معمول  DICOM تنها یک ساختار تصویر یا فایل نیست بلکه پروتکلی همه جانبه به منظور انتقال داده، ذخیره سازی و نمایش می‌باشد، که طوری طراحی و ساخته شده که همه جنبه‌های عملیاتی پزشکی معاصر را پوشش دهد (به خاطر همین بسیاری DICOM را مجموعه‌ای از استانداردها می‌دانند. بی شک DICOM فرمانروای شایسته حوزه پزشکی دیجیتال کاربردی است).
سیستم های آرشیو و تبادل تصاویر پزشکی PACS بر اساس استاندارد DICOM عمل می کنند. در حالی که هر بخش DICOM هدف خاص خود را دارد، PACS زیرمجموعه‌ای از DICOM را پیاده‌سازی نموده است که برای آن کار مورد نیاز است. به این علت هر دستگاه PACS یا نرم‌افزاری به همراه DICOM Conformance Statement (سندی بسیار مهم که بخشی از استاندارد DICOM که آن دستگاه پشتیبانی می‌کند را، توضیح می‌دهد.) ارائه می‌شود. بدین ترتیب، یک CT اسکن دیجیتال از DICOM به منظور تصویربرداری و انتقال تصاویر مقطع نگاری رایانه‌ای (computed tomography) ، از یک چاپگر DICOM به منظور چاپ و از یک بایگانی آرشیور DICOM به منظور ذخیره‌سازی و بازیابی اطلاعات DICOM استفاده می‌نماید و کاربردهای دیگر نیز به همین ترتیب خواهد بود.
DICOM به درستی و با فراهم آوردن موارد زیر چشم انداز پزشکی معاصر را شکل می‌دهد:
1. استاندارد جهانی پزشکی دیجیتال: همه دستگاه‌های کنونی تصویربرداری پزشکی، تصاویر DICOM تولید می‌کنند و از طریق شبکه‌های DICOM با یکدیگر ارتباط برقرار می‌سازند. جریان کاری در پزشکی مدرن به صورت غیرمستقیم با قوانین متعدد DICOM کنترل می‌شود، که ما آن را بررسی خواهیم کرد.
2. کیفیت عالی تصویر: فقط برای اینکه مثالی برای شما بگوییم، DICOM بیشتر از 65536 یا 16 بیت درجه از روشنایی را برای تصاویر تک رنگ پشتیبانی می‌کند، بنابراین ظریف‌ترین ریزه کاری‌ها را در تصاویر پزشکی نشان می‌دهد. در مقایسه وقتی تصاویر DICOM را به JPEG یا Bitmap تبدیل می‌کنیم (که به 256 درجه روشنایی محدود هستند) غالبا به تصاویری بدل می‌شوند که برای تشخیص پزشکی غیرقابل قبول خواهند بود. DICOM از مدرن ترین و به روز ترین راهکارهای نگاشت تصاویر دیجیتال بهره می‌برد تا بتواند بالاترین کیفیت تصویر را به منظور تشخیص پزشکی فراهم نماید.
3. پشتیبانی کامل از تعداد زیادی از پارامترهای تصویربرداری و انواع داده ها: نه تنها DICOM تصاویر را ذخیره می‌نماید، بکله انبوهی از دیگر پارامترهای وابسته به تصویر مانند موقعیت سه بعدی بیمار، اندازه‌ها و جهات، ضخامت هر مقطع، دوز تابش اشعه و میزان exposure (قرار گیری در معرض تابش)، فیلترهای پردازش تصویر و … را ثبت می‌کند. این داده محتویات اطلاعات DICOM را بی اندازه غنا بخشیده و پردازش و تفسیر داده‌های تصویر را از جهات مختلف ساده می‌کند. (برای نمونه اگر بخواهیم تصویری سه بعدی از چند دنباله از تصاویر دو بعدی CT بسازیم.)
4. رمزگذاری کامل داده پزشکی: فایل‌ها و پیام‌های DICOM از بیش از 2000 ویژگی استاندارد ( که در دیکشنری اطلاعات DICOM تعریف شده است) به منظور انتقال انواع مختلفی از داده‌های پزشکی از نام بیمار گرفته تا عمق رنگ تصاویر تا تشخیص پزشکی فعلی استفاده می‌نماید. این داده همه جوانب رادیولوژی در حال انجام را که غالبا برای تشخیص دقیق ضروری است را دربر می گیرد.
5. شفافیت در توصیف دستگاه‌های تصویربرداری دیجیتال و عملکرد آن‌ها – ستون فقرات هر پروژه تصویربرداری پزشکی: DICOM عملکرد ابزار پزشکی را با عبارات بسیار دقیق و مستقل از دستگاه تعریف می‌نماید. کار با دستگاه‌های پزشکی از طریق DICOM به پروسه‌ای سر راست و قابل پیش بینی خواهد بود که جای زیادی برای خطاها باقی نخواهد گذاشت.

در زمانی که این مقاله نوشته می‌شود، استاندارد DICOM شامل 16 بخش (از 1 تا 18 که بخش‌های 9 و 13 آن کنار گذاشته شده‌اند) می‌باشد و به طور سنتی از PS3.1 تا PS3.18 شماره گذاری شده‌اند.